# Charles Vos (beeldhouwer)
Charles Hubert Marie Vos (Maastricht, 8 september 1888 - aldaar, 19 februari 1954) was een Nederlandse beeldhouwer.

## Leven en werk

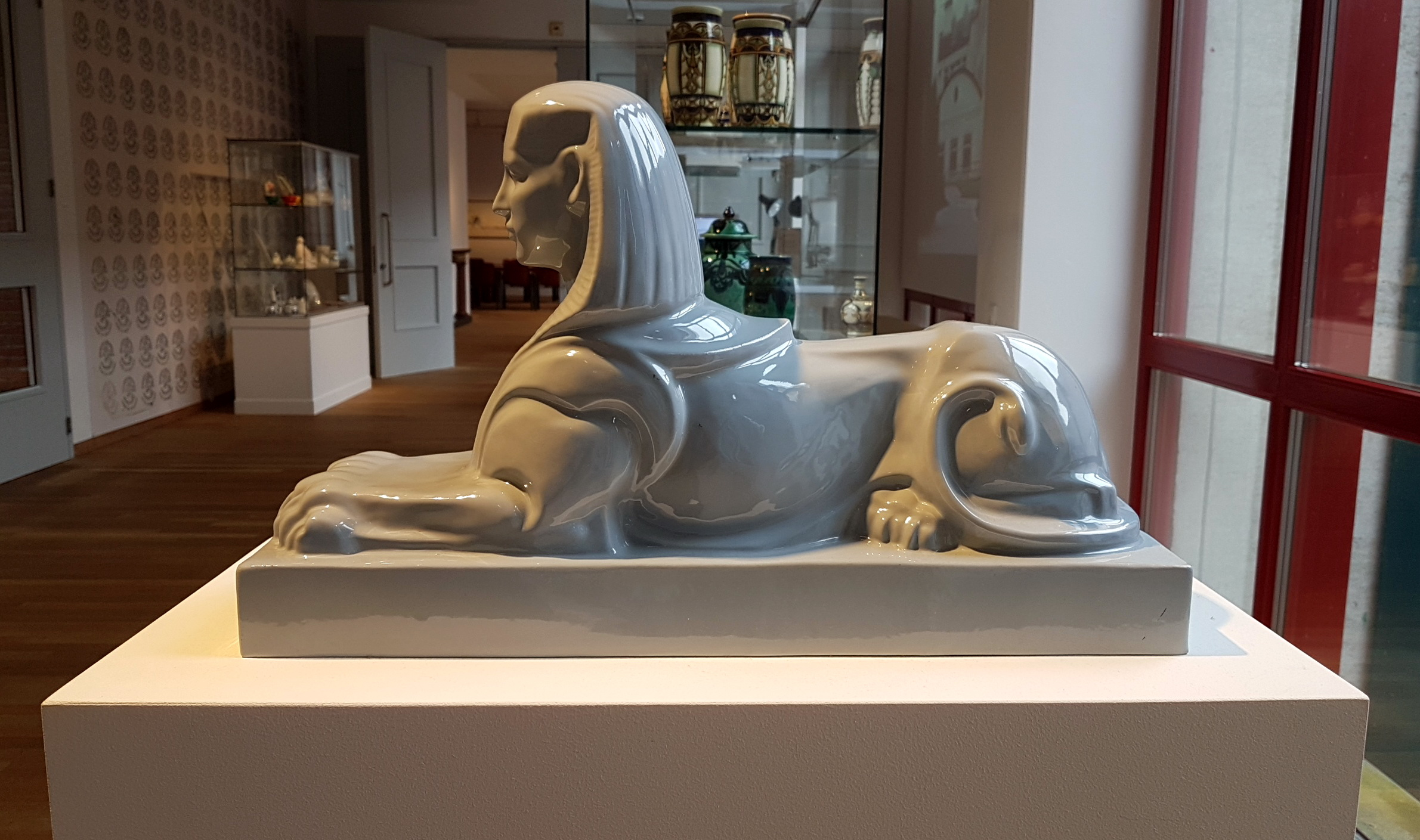
Sphinxbeeld, N.V. Sphinx, ca. 1930

Vos was een zoon van boekhandelaar Jacques Joseph Hubertus Vos en Marie Virginie Stille. Hij werkte van 1906 tot 1909 in het atelier Cuypers & Co. van vader en zoon Pierre en Joseph Cuypers in Roermond. Hier volgde hij tevens een opleiding aan de Teekenschool. Daarna studeerde hij aan de Koninklijke Academie voor Schone Kunsten (1909-1914) in Antwerpen. Toen de Eerste Wereldoorlog uitbrak keerde hij terug naar Maastricht, waar hij diverse werkzaamheden uitvoerde. In 1915 trok hij naar Amsterdam om onder Jan Bronner te studeren aan de Rijksakademie van beeldende kunsten, klasgenoten waren onder anderen Albert Termote en Jaap Kaas. In 1917 won hij de Prix de Rome met een beeld van Kaïn, dit stelde hem in staat om studiereizen te maken. In 1919 trouwde hij met Henriëtte (Jet) den Breejen (1893-1978), die hij als model op de Amsterdamse academie had leren kennen.
In 1922 keerde hij terug in zijn geboortestad Maastricht, waar hij een eigen atelier opende en daarnaast les gaf aan de Middelbare Kunstnijverheidschool (1926-1953), de latere Stadsacademie, en vanaf 1948 aan de Jan van Eyck Academie. Ook ontwierp hij in 1928-1929 voor de Sphinx. In de jaren 30 werkte Charles Vos samen met het atelier voor kerkelijke kunst J.W. Ramakers & Zonen te Geleen. Daar heeft Vos ontwerpen gemaakt welke uitgevoerd werden door het atelier Ramakers. Voorbeelden hiervan zijn het H. Maria-altaar en het H. Franciscusaltaar in de Sint-Franciscus van Assisikerk in Heerlen uit 1930. Vos maakte vele bekende beelden die ook nu nog in Maastricht te vinden zijn, zoals het Mooswief op de Markt en het beeld van Servaas van Maastricht aan de Sint Servaasbrug. Hij wordt ook wel de 'stadsbeeldhouwer van Maastricht' genoemd. Hij legde zich met name toe op christelijk religieuze kunst. Ook schiep hij het beeld van de Sint-Servaasfontein. Vanaf 1930 werkte Jan Balendong als vaste uitvoerder voor Vos.
Vos was lid van de Nederlandse Kring van Beeldhouwers en de Bende van De Suisse, een groep schilders, architecten, dichters, schrijvers en andere cultuurliefhebbers die in de jaren 1920 (net als de leden van de Limburgse Kunstkring) vele avonden doorbracht in het Café Suisse aan het Vrijthof in Maastricht.
Vos overleed in 1954 in het Ziekenhuis Sint Annadal, enkele dagen nadat hij een beroerte had gehad.

## Eerbewijzen
In 1938 werd Vos benoemd tot ridder in de Orde van Oranje-Nassau.
In 1992 werd in het Maastrichtse Statenkwartier een straat naar hem vernoemd, de Charles Voscour. Op 17 september 2006 werd hier een door de gemeente gefinancierd gedenkteken onthuld, ontworpen door grafisch vormgever Jos Keulen. De plaquette toont een portret van Vos in zijn atelier tegen de achtergrond van een collage van drie bekende beelden van hem: Henric van Veldeke, 't Mooswief en Sint-Servaas. De foto's zijn gemaakt door Etienne van Sloun. Daaronder bevindt zich een kleinere plaquette met een toelichting van kunsthistorica en voormalig directeur van het Museum aan het Vrijthof Monique Dickhaut.

## Werken (selectie)

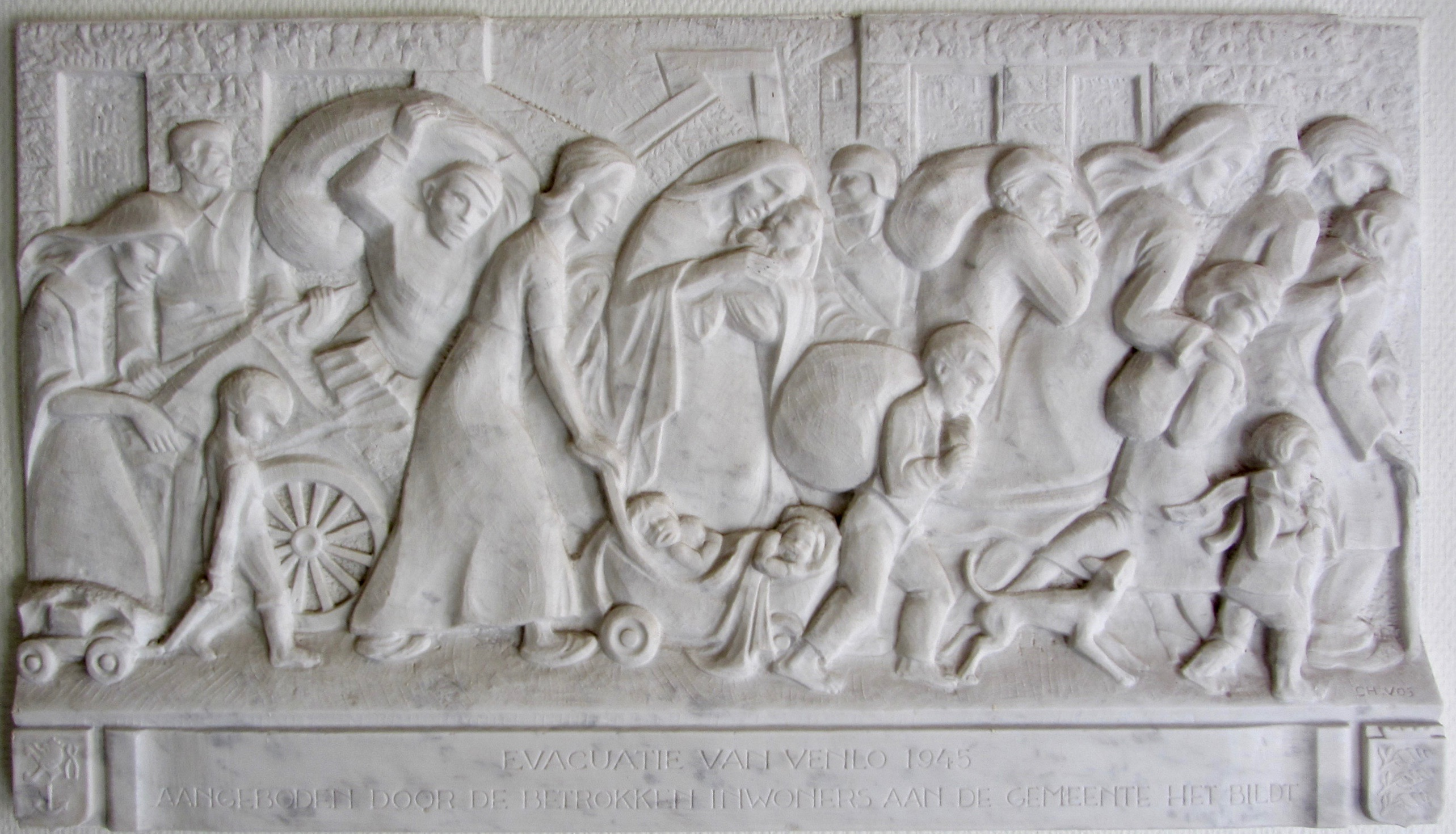
Evacuatie van Venlo, 1946

- 1922: Beeld van de Mariakapel, Abdissenbosch
- 1927: Vrouwe Justitia, hal Oud Gouvernement, Maastricht (voorheen in de gevel van gerechtsgebouw Minderbroedersberg)
- 1930-35: Diverse reliëfs Oud Gouvernement, Maastricht
- 1930-33: Diverse reliëfs V&D Maastricht
- 1934: Heilig Hartbeeld (Heerlen, Gasthuisstraat)
- 1934: Beeld van Servaas voor de Sint-Servaasfontein
- 1934: Idem voor de Sint Servaasbrug
- 1935: Borstbeeld burgemeester Leopold van Oppen, Mariaberg, Maastricht
- 1935: Heilig Hartbeeld (Maastricht, Bosscherweg)
- 1936: Epitaaf kardinaal Van Rossum, Sint-Servaasbasiliek, Maastricht
- 1937: Heilig Hartbeeld (Bladel)
- 1938: Beeld van Petrus Canisius, Canisianum, Maastricht
- 1939: Beeld in de Sint-Jozefkapel, Broekhuizen
- 1940: Heilig Hartbeeld (Simpelveld)
- 1941: Grafmonument Kees de Rooij, Venlo
- 1941:  O.L.V. van Binderen, Helmond
- 1943: Heilig Hartbeeld (Overhoven)
- 1945-1950: 7 of 8 beeldjes en reliëfs van Maria als onderdeel van de Bidweg van de Sterre der Zee, tussen Onze Lieve Vrouweplein en Vrijthof (zie ook O.L.V. van den Goeden Duik)
- 1946: Evacuatie van Venlo, Waadhoeke
- 1946: Mariabeeld, Höfke
- 1947: Christus in de Mijnstreek, Brunssum
- 1948: Monument Henri Hermans (met Jean Huysmans), Stadspark Maastricht
- 1952: Reliëf t.g.v. 50-jarig jubileum Staatsmijnen, Van der Maessenstraat, Heerlen
- 1953: Oorlogsmonument Hoensbroek
- 1954: Mooswief, Markt, Maastricht

### Galerij

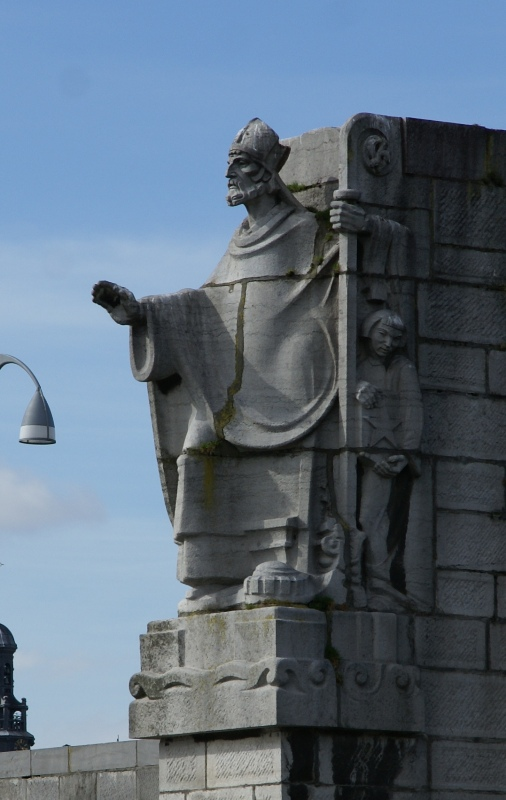
Sint Servaas (1934)
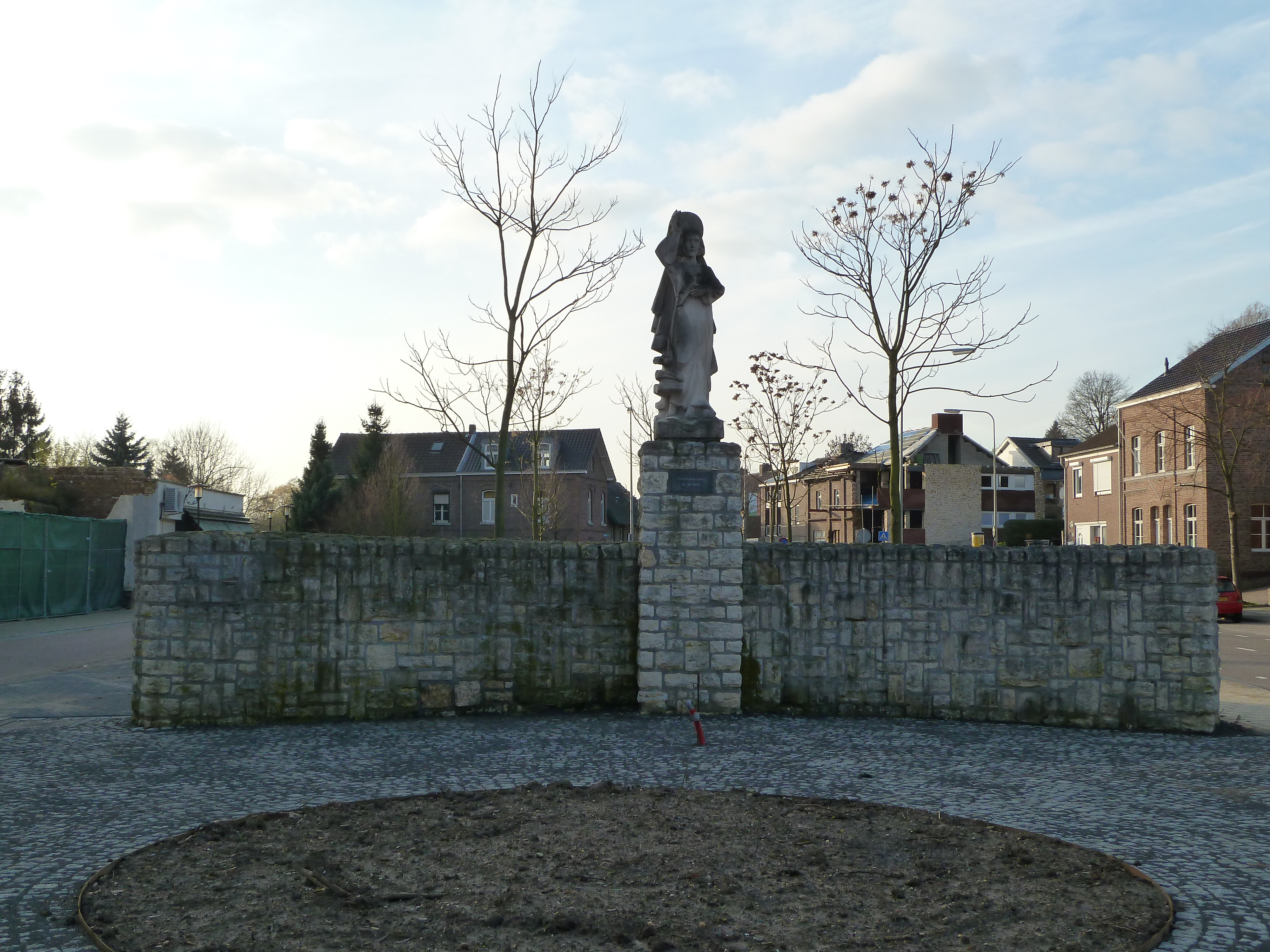
Heilig Hartbeeld (Simpelveld) (1940)
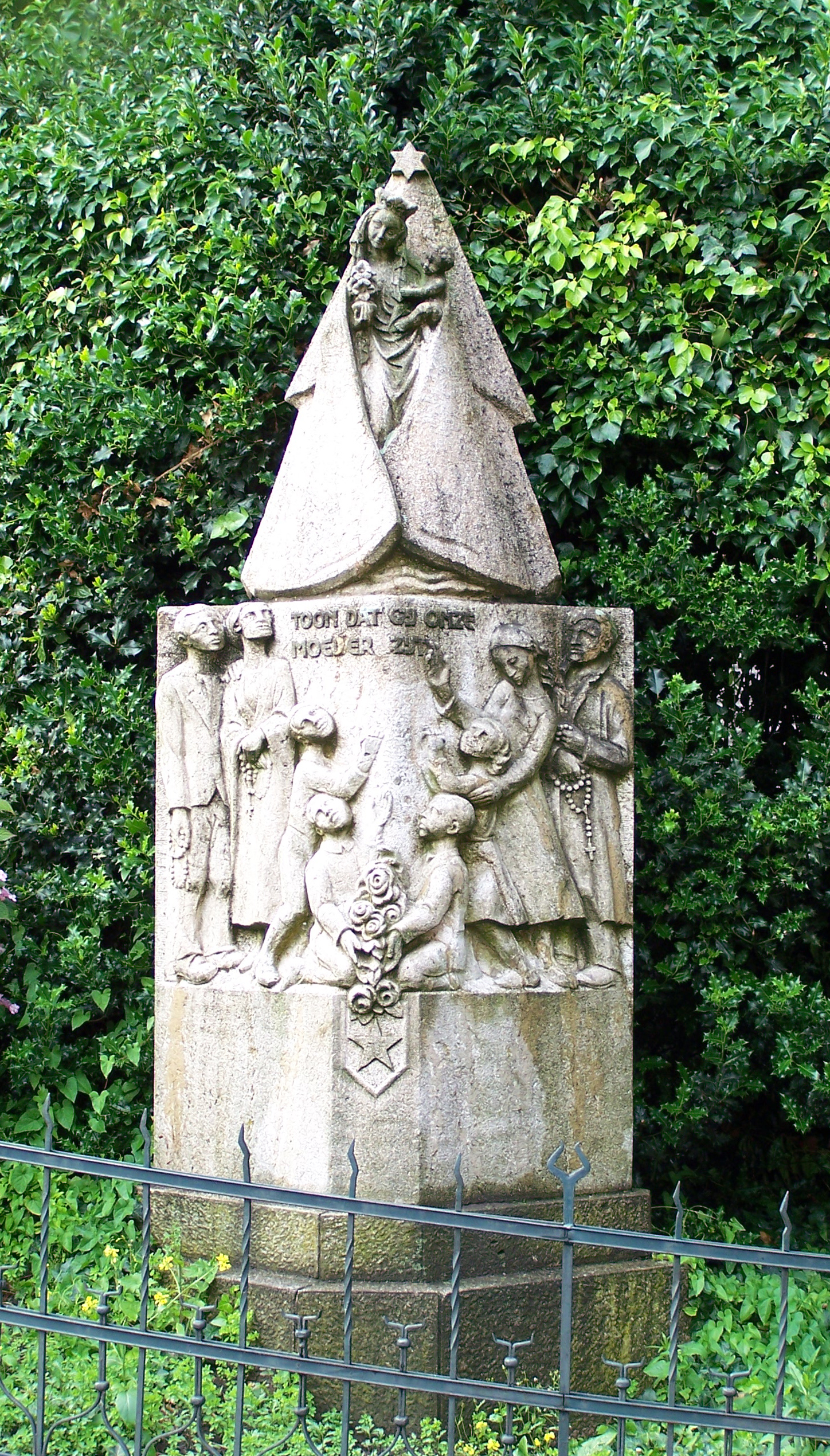
O.L.V. Sterre der Zee (1948)
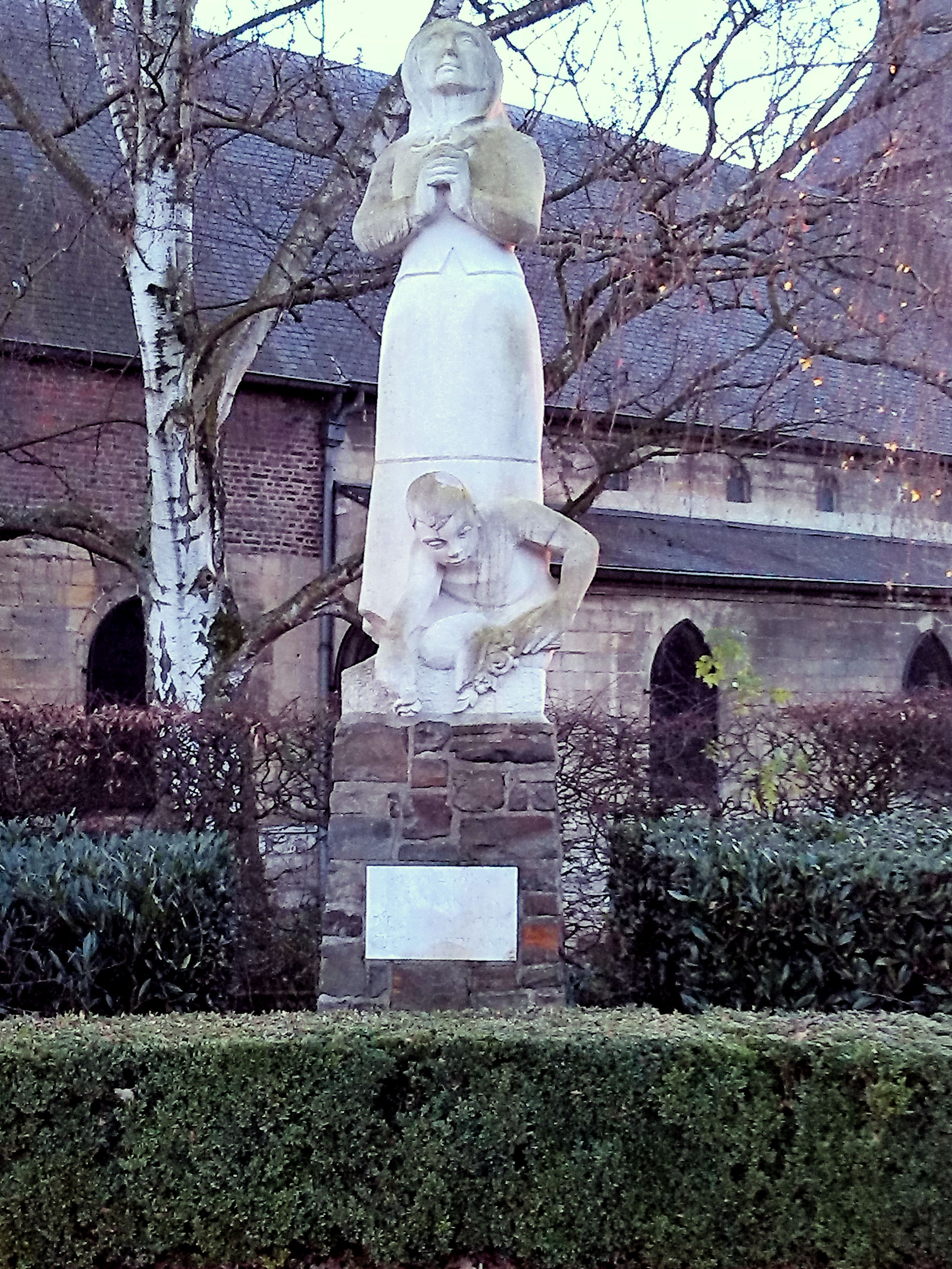
Oorlogsmonument Hoensbroek (1953)
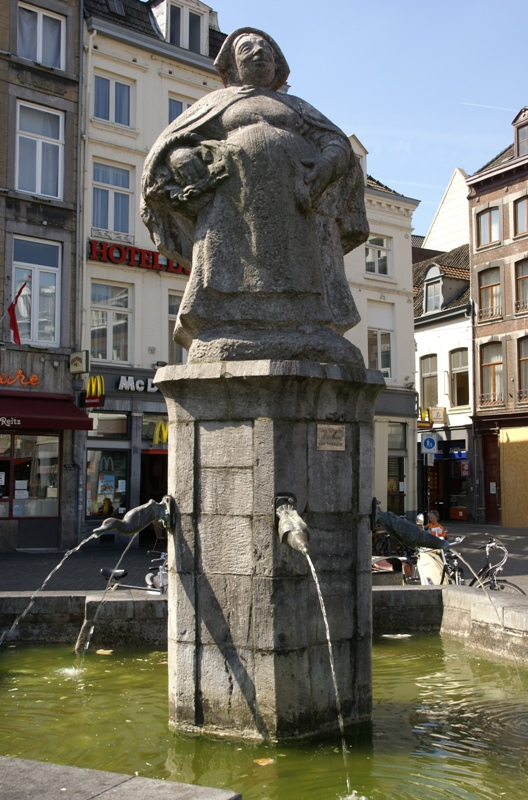
Mooswief (1954)